# Deutsche Chorjugend
Die Deutsche Chorjugend (DCJ) ist mit über 160.000 jungen Sängern die größte Interessenvertretung der singenden Jugend in Deutschland. Unter dem Dach des Deutschen Chorverbandes ist der selbstständige Jugendverband zuständig für 4.500 Kinder- und Jugendchöre und deren Mitglieder.

## Tätigkeit
Die Chorjugend im Deutschen Chorverband macht junge Stimmen stark und hörbar. Sie fördert:
- Musisch-kulturelle Bildung: In Chorproben und Konzerten kann jeder junge Mensch sich musikalisch ausdrücken. Der Bundesverband schafft die Rahmenbedingungen dafür und gibt mit seinen Programmen und Projekten Anregungen für qualitätsvolle Kinder- und Jugendchorarbeit in Deutschland.
- Jugendbeteiligung: Junge Menschen können Impulse für die Weiterentwicklung des eigenen Chores, des Landes- und des Bundesverbandes setzen. In allen Programmen der Deutschen Chorjugend erhalten sie Handwerkszeug dafür. Die DCJ qualifiziert Menschen, die chormusikalisch und pädagogisch mit Kindern und Jugendlichen arbeiten, wie sie Jugendbeteiligung gut umsetzen können. Denn Kinder und Jugendliche sollten bei jeder Entscheidung, die sie betrifft, mitentscheiden dürfen.
- Ehrenamtliches Engagement: Um die Rahmenbedingungen für Ehrenamtliche im Kulturbereich mitzugestalten, engagiert sich die DCJ im Bundesmusikverband Chor & Orchester, im Deutschen Bundesjugendring, im Deutschen Musikrat, in der Bundesvereinigung Kulturelle Kinder- und Jugendbildung und in der European Choral Association – Europa Cantat. Unsere Arbeitshilfen für Ehrenamtliche unterstützen deren Tätigkeiten rund um den Chor.
- Internationalen Austausch: Mit Partnerchören auf der ganzen Welt entstehen persönliche Begegnungen. Die Teilnehmer an internationalen Chorbegegnungen schärfen ihre interkulturellen Kompetenzen und erleben sich als Teil der internationalen Vokalszene.

Die Interessen von singenden Kindern und Jugendlichen bringt die Deutsche Chorjugend bei Entscheidungsträgern und Fachgremien ein. Sie ist Mitglied im Deutschen Chorverband (DCV), im Deutschen Bundesjugendring (DBJR), dem Bundesmusikverband Chor und Orchester (BMCO), dem Deutschen Musikrat (DMR), der Bundesvereinigung kulturelle Kinder- und Jugendbildung (BKJ), Europa Cantat (EC) und der European Choral Association (ECA).

## Verbandsstruktur
Die Deutsche Chorjugend ist der Jugendverband der Kinder- und Jugendchöre und ihrer Organisationen unter dem Dach des Deutschen Chorverbandes (DCV). Die Kinder- und Jugendchöre sind über ihre Vereine entweder regional oder fachlich zusammengeschlossen: Neben den Sängerkreisen in den Landesverbänden zählen zu unseren Mitgliedern auch Fachverbände, die sich beispielsweise über ihre chormusikalischen Vorlieben wie Barbershop-Gesang organisieren. In manchen Bundesländern gibt es selbstständige Chorjugenden mit einem jungen Vorstand, in anderen verantworten Jugendreferenten die Kinderchor- und Jugendchorarbeit. Diese Arbeit erfolgt komplett ehrenamtlich. Die Vorsitzenden der Chorjugenden und die Jugendreferenten der Mitgliedsverbände bilden den Chorjugendtag – das ist die Mitgliederversammlung des Bundesjugendverbandes. Der Bundesvorstand wird vom Chorjugendtag gewählt. Ausgehend von den wegweisenden Entscheidungen des Chorjugendtages legt der Vorstand die strategischen Schritte des Jugendverbandes fest. In der Konzeption und bundesweiten Umsetzung von Programmen und Projekten arbeiten der Bundesvorstand und das Team der Geschäftsstelle eng zusammen. Für besondere Themen beruft der Bundesvorstand Beauftragte (z. B. die Beauftragte für EU-Angelegenheiten) oder Arbeitsgruppen, in denen sich junge Sänger, Chorleiter, Chormanager oder andere Vereinsaktive aus ganz Deutschland engagieren.

### Eigenständige Jugendverbände
- Chorjugend des Chorverbands Thüringen
- Chorjugend im Chorverband Berlin
- Chorjugend im Fränkischen Sängerbund
- Chorjugend im Niedersächsischen Chorverband
- Chorjugend im Schwäbischen Chorverband
- Chorjugend im Hessischen Sängerbund
- Hessische Chorjugend
- Sächsische Chorjugend
- Sängerjugend im Sängerbund Nordrhein-Westfalen

### Verbände ohne eigenständige Jugendabteilung
- Badischer Chorverband
- BING! Barbershop in Germany
- Chorverband Hamburg
- Chorverband Sachsen-Anhalt
- Hessischer Chorverband
- Maintal-Sängerbund 1858
- Saarländischer Chorverband
- Achordas
- Baden-Württembergischer Sängerbund
- Chorverband der Pfalz
- Deutsche Sängerschaft
- Fachverband Shantychöre